# Luis Carlos Cabral
Luis Carlos Cabral (Buenos Aires, 11 de marzo de 1919 - Buenos Aires, 30 de julio de 1999) fue un abogado especialista en Derecho Penal y ministro de la Corte Suprema de Justicia de Argentina.

## Actuación docente y científica
Estudió  en la Facultad de Derecho de la Universidad de Buenos Aires, donde se recibió de abogado en 1944 y desarrolló luego toda la carrera docente, desde ayudante del seminario de derecho penal, profesor adjunto y titular de la materia. También fue nombrado por el ministro Luis R. Mac Kay, secretario "ad-hoc" de la Comisión que preparaba un anteproyecto de Código Penal conforme lo dispuesto por el Decreto 7292/58. Junto a Sebastián Soler, Eduardo Aguirre Obarrio y Luis María Rizzi escribió el proyecto de Código Penal presentado el 6 de noviembre de 1979. Fue miembro de la Sección Argentina para la redacción del Código Penal Tipo de América Latina, e integró el Consejo Consultivo de la International Law Association.
Son pocas sus publicaciones, pero entre ellas es interesante su estudio de 1957 titulado Ubicación histórica del principio nullum crimen nulla poena sine lege. Con Eduardo Marquardt escribió el trabajo Culpabilidad y responsabilidad penal. Otras de sus obras fueron El ámbito de aplicación espacial de la ley penal y de los llamados efectos del delito, Reflexiones sobre la no exigibilidad de otra conducta y el Compendio de Derecho Penal
El 26 de octubre de 1983 a propuesta de Sebastián Soler se incorporó a la Academia Nacional de Ciencias Morales y Políticas.

## Actuación judicial
Ingresó en la administración de justicia cumpliendo funciones en la Procuración General de la Nación hasta 1958, en que fue nombrado juez de la Cámara Nacional de Apelaciones en lo Criminal y Correccional. 
Dejó ese cargo cuando el gobierno  surgido del golpe de Estado del 28 de junio de 1966 destituyó a los miembros de la Corte Suprema de Justicia, redujo a cinco el número de sus integrantes mediante la ley 16.985 y el presidente de facto Juan Carlos Onganía nombró los reemplazantes, entre los que estaba incluido Cabral, mediante el Decreto N.º 42 del 4 de julio de 1966, los que juraron ante Onganía el mismo día.

el presidente de facto Juan Carlos Onganía surgido del golpe de Estado del 28 de junio de 1966 destituyó a los jueces de la Corte, redujo su número a cinco y nombró los reemplazantes, incluido Cabral que era el integrante más joven, mediante el Decreto N.º 42 del 4 de julio de 1966 y juraron ante Onganía el mismo día.
La ideología de estos jueces tenía influencias conservadoras y católicas, sus antecedentes académicos permitían considerarlos aptos para formar una Corte de justicia respetada y con cierta independencia. Por Acuerdo de ese día eligieron como presidente a Ortiz Basualdo, quien conservó el cargo hasta la renuncia de todos ellos, ya que fue reelegido por Acuerdos del 23 de junio de 1969 y 23 de junio de 1972.
Cabral  compartió la Corte Suprema en distintos momentos con Guillermo Antonio Borda, Margarita Argúas, Marco Aurelio Risolía, Roberto Eduardo Chute y Eduardo A. Ortiz Basualdo.
Presentó su renuncia, al igual que los integrantes del Tribunal, días antes de asumir las nuevas autoridades constitucionales, y la misma le fue aceptada por el Decreto N.º 4970 el 24 de mayo de 1973, un día antes de la entrega del mando. Por Acuerdo de ese día los miembros de la Cámara Nacional de Apelaciones en lo Federal y Contencioso Administrativo procedieron conforme la reglamentación vigente a designar entre sus integrantes a los jueces de la Corte que actuarían hasta que se nombraran los nuevos titulares. Fueron elegidos Felipe Ehrlich Prat, Alberto García Piñeiro, Enrique Ramos Mejía y Horacio H. Heredia

## Actuación durante el Proceso de Reorganización Nacional
Durante el gobierno militar surgido del golpe de Estado del 24 de marzo de 1976, integró hasta 1981 el Tribunal de Enjuiciamiento que se creó para jueces de la Corte Suprema hasta 1981, fue decano de la Facultad de Derecho desde 1976 hasta 1977 en que renunció por discrepancias con medidas del gobierno sobre política universitaria. Fue Rector de la Universidad de Buenos Aires entre 1977 y 1978 y fiscal general de la Fiscalía Nacional de Investigaciones Administrativas entre 1982 y 1983. En este último cargo investigó la denuncia sobre gastos excesivos realizados con motivo del Campeonato Mundial de Fútbol de 1978 realizado en el país, pidió el enjuiciamiento del almirante Emilio Massera en la justicia penal y acusó a directores del Banco Central de la República Argentina por actos cometidos en su desempeño, todo lo cual mostró el decidido carácter del funcionario.
Falleció en Buenos Aires el 30 de julio de 1999.